# Маріупольський десант
Маріупольський десант здійснювався в часі з 8 по 10 вересня 1943 року на Азовському морі силами Азовської військової флотилії, є складовою частиною Донбаської операції радянських військ 1943 року.

## Передуючі обставини та задум десантування
Радянські війська Південного фронту (командир — Федір Толбухін) в серпні 1943 року наступали узбережжям Азовського моря. Перед Азовською флотилією (командував контр-адмірал Сергій Горшков), котра була відновлена у березні 1943 року, ставиться завдання активно сприяти наступу на приморському відтинку шляхом здійснення тактичних морських десантів. Флотилія для здійснення поставлених завдань мала в наявності 369-й та 384-й окремі батальйони морської піхоти та авіаційні сили. Проте відсутніми були спеціальні засоби висадження десанту, через що десантні операції здійснювалися з малих бойових кораблів.
З німецького боку на території Донщини тримали оборону підрозділи 6-ї армії, котрою керував генерал Карл-Адольф Голлідт. На узбережжі Азовського моря була створена протидесантна система оборони, головними вузлами були порти Маріуполь, Генічеськ, Осипенко, Таганрог, ціла низка прибережних сіл. Також були посилені артилерійсько-доступні ділянки узбережжя, переважно низовини та морські коси. Дані укріплення були інженерними спорудами із системами артилерійських та кулеметних ДЗОТів, у портах знаходилися гармати в залізобетонних дотах, гармати могли стріляти прямою наводкою. Берегова артилерія стаціонарного типу заходилася в Маріуполі та на Арабатській стрілці, частини 111-ї піхотної дивізії забезпечували оборону узбережжя, також 1 піхотна бригада, 2 піхотні полки, по одному кавалерійському та охоронному полку й загін морської піхоти. Наявними були морські сили — швидкохідні десантні баржі й катери; ці кораблі мали досить сильне артилерійське озброєння та мінімальну осадку, що було доречним в умовах мілководного Азовського моря.

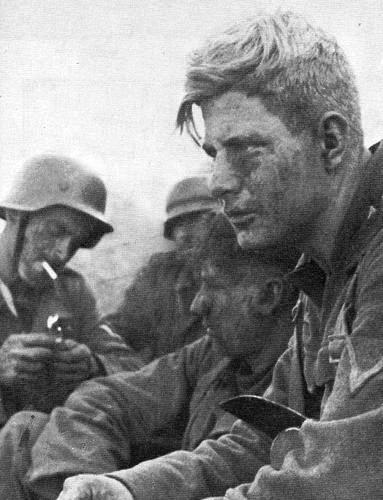
29 армійський корпус. Після бою, Маріуполь 1943.

8 та 9 вересня німецькі сили продовжували боронити рубіж річки Кальміус, це було пов'язано з відведенням сил із Маріуполя в напрямі села Павлопіль.
За тих обставин, що німецькі сили розпочали відхід, командувач фронту наказує здійснити морський десант біля сіл Мелекіне, Піщане та Ялта, що західніше Маріуполя. Метою десантів було сприяння наступу 44-ї армії у перейнятті шляхів німецького відступу від Маріуполя. Задля цього приймається рішення здійснити висадку трьома десантними загонами —
- перший загін під орудою старшого лейтенанта Костянтина Ольшанського — 157 бійців, мав висаджуватися з 2-х катерів «морський мисливець» західніше села Ялта (де знаходився 3000-й румунський гарнізон), біля Юр'ївки,
- другий загін капітан-лейтенанта Федора Котанова — 160 вояків — з 2 артилерійських катерів та 2 катерів-тральщиків біля Мелекіна, мав першим завданням перетнути дорогу від Маріуполя до Білосарайської Коси,
- третій загін капітан-лейтенанта Красникова — 120 солдатів — з 2 сейнерів біля села Піщане.

Загони мали завданням знищити нацистські гарнізони у населених пунктах біля місць висадження, після чого завдати ударів на Маріупольський порт й зайняти його та утримувати до підходу головних сил 44-ї армії; місцем виходу десанту на бойове завдання був Єйськ.

## Висадка десанту та бойові дії
8 вересня перед 4-ю годиною ранку поблизу села Ялта висаджується рота — 157 бійців — 384-го окремого батальйону морської піхоти під орудою Костянтина Ольшанського із завданням перейняти контроль над прибережним шосе та шосейною розв'язкою, що знаходилася неподалік.
В бою рота 3 німецькі вогневі точки та 1 танк, що був на березі, по тому протягом рушили від Урзуфа і 8 — 9 вересня діяла в нацистському тилу, руйнуючи його комунікації й ухиляючись від прямого бою. Виконуючи завдання, загін рухався до Маріуполя та 9 вересня біля села Мангуш був оточений переважаючими — по оцінках, до батальйону — німецькими силами. Морські піхотинці закріплюються на висоті та до заходу сонця відбивали ворожі атаки, а з настанням темряви дрібними групами вийшли з оточення і вдень 10 вересня дісталися Маріупольського порту.
Раніше була відіслана частина загону Ольшанського — 33 бійці — до Маріуполя, слідуючи цим шляхом, були виявлені, після бою залишилося живими лише троє.
В радянських донесеннях кількість вбитих ротою Ольшанського під час цього десантування німецьких вояків обраховувалася до 600 чоловік, знищено 10 кулеметів, 5 гармат, 4 автомобілі, 3 міномети, 1 вкопаний у землю танк, розбито обоз із 32 возів, захоплено 37 полонених. Втрати цієї частини десантного загону склали 27 убитими, 23 пораненими, 20 пропали безвісти.
160 чоловік другого загону, котрих до місця висадки віз загін кораблів старшого лейтенанта Родіоновича, 8 вересня намагалися висадитися біля Мелекіна, однак були виявлені німецьким дозором і обстріляні, та також через штормову погоду висадка не відбулася. При обстрілі 1 катер зазнав ушкоджень, загинув 1 боєць, 2 зазнали поранень, в тому числі командир загону Котанов, після цього командувач флотилії Горшков наказує відмінити висадку 2-го загону. Взвод розвідки П. Р. Криуліна був направлений в район Мелекіно — Самарина Балка для сприяння другому десантному загону, проти них кинуто німецькі сили з важкою артилерією; лише 4 розвідники повернулися до батальйону.
Третій загін при підході до планованого місця висадження був виявлений, після цього командир загону наказав відходити.
Так як рота Ольшанського не мала шансу на виконання десантного завдання самостійно, командувач флотилії наказує з'єднати 2-й та 3-й десантні загони в один — 283 бійці при 16 кулеметах, 8 протитанкових рушницях та 2 мінометах. Цей загін під керівництвом капітана 2-го рангу Н. К. Кирилова та капітана 3-го рангу Ф. В. Тютюркіна десантники капітан-лейтенанта Віктора Немченка вночі з 9 на 10 вересня висаджується біля Мелекіна. Висадження десанту відбулося непомітним для сил противника, морська піхота увірвалася до Мелекіна, у звітності про бій зазначалося про близько 200 вбитих румунських вояків, знищені дві батареї — 45-мм та 130-мм гармат; радянські ж втрати фігурували як троє поранених. Після цього десантники займають село Піщане, противник також зазнав втрат. На світанку десантники були атаковані німецькими силами — до батальйону, з 2 танками та мінометами; загін проривається на Маріуполь, лишивши загін прикриття — 13 кулеметників лейтенанта Никифора Полешка, котрі всі загинули.
Тим часом загін кораблів прикриття вів бій з 4-ма швидкохідними десантними баржами, потопивши 1 із них — як писалося в звіті — без втрат. 10 вересня після затятого бою близько полудня десантники та сухопутні частини — підрозділи 130-ї та 221-ї піхотних дивізій — за підтримки 4-ї повітряної армії — займають маріупольський порт, досить швидко почалася контратака противника, із значними втратами десант був витіснений до суднобудівного заводу. Біля заводу червоноармійці займають оборону та із втратами з боку противника відбили атаку карального загону СС, котрий підійшов в порт із Маріуполя. Вдень до місця бою пробивається допоміжний десант під керунком лейтенанта Ольшанського, незабаром туди ж виходять передові частини 44-ї армії.
Спільними зусиллями десанту та піхотних частин протягом боїв 10 вересня нацисти, румуни та російські колаборанти були вибиті з міста та порту Маріуполя. Таким чином було зірвано нацистський план по евакуації частин з Маріуполя та околиць, противнику завдано значних втрат в живій силі та техніці, відбито велику кількість приготованого до вивезення чи знищення майна. Також було звільнено ешелон молодих людей, яких мали вивезти до Німеччини на примусові роботи. В донесенні про результати бою зазначалося, що загоном Немченка було вбито до 500 вояків противника, знищено 19 автомобілів, 7 гармат, 2 тягачі, захоплено 20 різних портових складів, 13 автомобілів, 3 гармати. Втрати цього загону склали 26 вбитими, 35 пораненими та 11 пропалими безвісти.
10 вересня у Москві було здійснено врочисту сальву на честь зайняття Маріуполя, у наказі Верховного головнокомандувача відзначалися «моряки контр-адмірала Горшкова, що висадилися західніше Маріуполя».